# Chusquea ciliata
Chusquea ciliata är en gräsart som beskrevs av Rodolfo Amando Philippi. Chusquea ciliata ingår i släktet Chusquea och familjen gräs. Inga underarter finns listade i Catalogue of Life.